# Tauno Matomäki
Pour les articles homonymes, voir Matomäki.
Tauno Antero Matomäki, (né le 14 avril 1937 à Nakkila) est un vuorineuvos, docteur en technologie et ingénieur diplômé. Il est directeur exécutif de Rauma-Repola Oy, de 1987 à 90, directeur exécutif  de Repola de 1991 à 96, et président du conseil d'administration d'UPM de 1999 à 2001.
Son fils Tommi Matomäki a travaillé, entre autres, en tant que pdg des chantiers Technip Offshore Finlande.